# John Calhoun Phillips

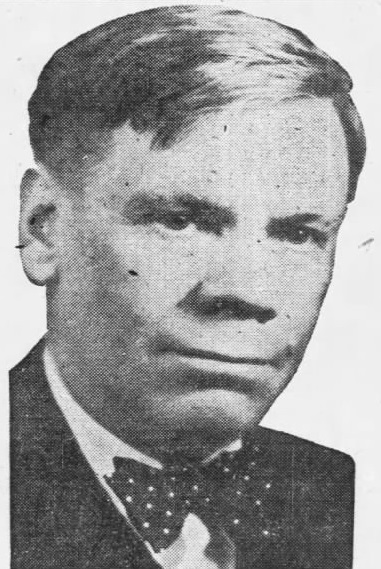
John Calhoun Phillips (1930)

John Calhoun Phillips (* 13. November 1870 bei Vermont, Illinois; † 25. Juni 1943 in Flagstaff, Arizona) war ein US-amerikanischer Politiker (Republikanische Partei) und von 1929 bis 1931 Gouverneur des Bundesstaates Arizona.

## Frühe Jahre und politischer Aufstieg
Der auf einer Farm geborene John Phillips graduierte 1893 am Hedding College in Abingdon, studierte anschließend Jura an der Sprague Correspondence School und wurde dann 1896 zur Anwaltskammer von Illinois zugelassen. Daraufhin eröffnete er eine eigene Anwaltspraxis in Vermont. 1898 zog er nach Phoenix in Arizona, wo er ebenfalls eine eigene Anwaltspraxis gründete. Vier Jahre später wählte man ihn zum Nachlassrichter, ein Amt, das er bis 1912 bekleidete. Unter den neuen Souveränitätsgesetzen wurde er der erste Richter am Maricopa County Superior Court.
Phillips entschied sich in den 1920er Jahren eine politische Laufbahn einzuschlagen. Er kandidierte für einen Posten im Repräsentantenhaus von Arizona und verblieb dort nach seiner Wahl von 1916 bis 1922. Anschließend wechselte er in den Senat von Arizona, wo er von 1922 bis 1924 tätig war.

## Gouverneur von Arizona
Am 6. November 1928 wurde Phillips zum neuen Gouverneur von Arizona gewählt und am 7. Januar 1929 vereidigt. Während seiner Amtszeit wurde das Free County Library System geschaffen, die Colorado River Commission gegründet, sowie die ersten Entwürfe für das State Bureau of Criminal Identification vorgenommen. Er befürwortete Naturschutzgesetze, die letztendlich zu der Schaffung des neuen Arizona Game and Fish Departments führten. Ferner wurde Phillips Administration für Arizonas unbeständige Wirtschaftsbedingungen beschuldigt, die eine Folge der Great Depression waren. Er kandidierte 1930 für eine Wiederwahl, wurde aber durch den früheren demokratischen Gouverneur George W. P. Hunt geschlagen, so dass er am 5. Januar 1931 sein Amt verließ.

## Weiterer Lebenslauf
Nach seiner Amtszeit als Gouverneur zog er sich aus dem öffentlichen Leben zurück und kehrte zu seiner Tätigkeit in seiner Anwaltspraxis zurück. Er nahm seinen Sohn als Partner auf. Während eines Angelausflugs erlitt Phillips einen Herzinfarkt und verstarb am 25. Juni 1943. Er wurde in Phoenix beigesetzt.
Er war mit Minne Rexroat verheiratet; das Paar hatte vier gemeinsame Kinder.